# Корнероты
Корнеро́ты (лат. Rhizostomeae) — отряд стрекающих из класса сцифоидных (Scyphozoa). Известны в основном по половой стадии жизненного цикла — медузам, характерный облик которым придаёт выпуклый зонтик и массивные ротовые лопасти с многочисленными отростками. В отличие от других сцифоидных, медузы корнеротов лишены венчика щупалец, расположенного по краю зонтика. Известно около 80 видов. Некоторые представители (например, Nemopilema nomurai) во время вспышек численности способны создавать трудности для рыболовного промысла.

## Размножение и жизненный цикл
Обычный жизненный цикл корнеротов представляет собой метагенез — чередование бесполого поколения (полипов) и полового (медуз).
Полипы корнеротов (сцифистомы) обладают бокаловидной формой, небольшими размерами и ведут донный образ жизни. Размножение их осуществляется путём бокового почкования (при этом образуются другие полипы) или путём стробиляции, в результате которой образуются планктонные стадии — эфиры, которые впоследствии развиваются в медуз.
Медузы могут достигать значительно больших размеров (свыше 2 м в диаметре) и у большинства представителей обитают в толще воды. В результате наружного осеменения из яйца образуется личинка-планула, которая оседает на дно и преобразуется в сцифистому.

## Медузы

### Строение
Первичное ротовое отверстие у медуз большинства корнеротов зарастает. Внутри зонтика располагается объёмный, лишённый септ желудок, на дне которого располагаются четыре половые железы. От полости желудка отходит густая нерегулярная сеть тонких гастроваскулярных каналов, которые пронизывают весь зонтик и заходят в ротовые лопасти. У форм, лишённых первичного рта, каналы ротовых лопастей прорываются наружу и образуют многочисленные вторичные ротовые отверстия.
Ротовые лопасти, которые у многих корнеротов срастаются в единое образование, обладают характерной отростчатой структурой, давшей название отряду. Их эпидермис богат стрекательными клетками, с помощью которых корнероты обездвиживают жертву. Обычные для других медуз ловчие щупальца по краю зонтика отсутствуют.

### Образ жизни
В качестве основного источника пищи выступают планктонные организмы, которых медузы отлавливают из реактивной струи, возникающей при сокращении зонтика, и заглатывают через вторичные ротовые отверстия на ротовых лопастях. Существуют данные о том, что корнероты способны к наружному пищеварению, благодаря чему способны питаться и более крупными организмами, например, рыбками.

### Передвижение
Внешне «руки» напоминают корни и стебли морских растений. Отсюда ее столь необычное название — корнерот. Щупальцев нет вовсе. Медузы корнероты — прекрасные пловцы. В отличие от своих сородичей они могут перемещаться в любом направлении.
Особый образ жизни характерен для представителей семейства Cassiopeidae. Эти медузы ведут донный образ жизни, лёжа на аборальной стороне зонтика, ротовыми лопастями кверху. Питание этих форм осуществляется за счёт фотосинтезирующих эндосимбионтов — зооксантелл (протистов из группы динофлагеллят).

## Таксономия
Отряд насчитывает около 80 видов, которые группируют в следующие таксоны:
- подотряд Dactyliophorae
  - семейство Catostylidae Gegenbaur, 1857
  - семейство Lobonematidae Stiasny, 1921
  - семейство Lychnorhizidae Haeckel, 1880
  - семейство Rhizostomatidae Cuvier, 1799
  - семейство Stomolophidae Haeckel, 1880
- подотряд Kolpophorae
  - семейство Cassiopeidae A. Agassiz, 1862
  - семейство Cepheidae A. Agassiz, 1862
  - семейство Mastigiidae Stiasny, 1921
  - семейство Thysanostomatidae
  - семейство Versurigidae Kramp, 1961